# The Ranchman's Daughter
The Ranchman's Daughter è un cortometraggio muto del 1911 diretto da Romaine Fielding e prodotto dalla Lubin. Il regista appare anche tra gli interpreti del film insieme a Frances Gibson e Jack Standing.

## Produzione
Il film fu prodotto dalla Lubin Manufacturing Company.

## Distribuzione
Distribuito dalla General Film Company, il film - un cortometraggio in una bobina - uscì nelle sale statunitensi il 22 novembre 1911.